# Заспа (Гомельская область)
Заспа (бел. За́спа) — агрогородок в Речицком районе Гомельской области Беларуси. Административный центр Заспенского сельсовета.

## География

### Расположение
В 15 км на юг от районного центра и железнодорожной станции Речица (на линии Гомель — Калинковичи), в 46 км от Гомеля.

### Гидрография
На восточной окраине старица и пойма реки Днепр.

## Транспортная сеть
Рядом автодорога Лоев — Речица. Планировка состоит из криволинейной улицы, близкой к меридиональной ориентации, к которой с запада присоединяются 4 короткие прямолинейные улицы, соединённые между собой короткой улицей. Застройка двусторонняя, деревянная, усадебного типа. В 1986 году построено 100 кирпичных, коттеджного типа, домов, в которых поселились переселенцы из загрязнённых радиацией мест в результате катастрофы на Чернобыльской АЭС.

## История
По письменным источникам известна с XV века как деревня Заспичи Речицкого повета Минского воеводства Великого княжества Литовского, на тракте Бобруйск — Чернигов. В 1511 году была во владении князя Можайского. В 1640-х годах обозначена в инвентаре Гомельского староства.
После 2-го раздела Речи Посполитой (1793 год) находилась в составе Российской империи. В 1811 году — владение Шишковых, в Речицком уезде Минской губернии. В 1834 году — владение помещика Жудро. В 1850 году действовали приходская (в 1854 году сгорела) и приписная церкви. Центр Заспенской волости, в которую в 1885 году входили 12 селений с 3413 дворами. В 1876 году дворянин Вальбек владел в селе 635 десятинами земли, а дворянин Каневич в деревнях Гипалитов, Заспа и Свиридовичи 1319 десятинами земли и винокурней. В 1885 году работал магазин. Согласно переписи 1897 года (167 дворов, 1229 жителей) действовали Троицкая церковь, народное училище, хлебозапасный магазин, 2 магазина, 2 трактира. Рядом находилась одноимённая усадьба.
9 мая 1923 года Заспенская волость упразднена, а её территория, в том числе и деревня Заспа, присоединены к Речицкой волости. С 8 декабря 1926 года — в составе БССР, центр Заспенского сельсовета Речицкого района Речицкого, с 9 июня 1927 года — Гомельского (до 26 июля 1930 года) округов, с 20 февраля 1938 года — Гомельской области.
В 1929 году работали школа, изба-читальня, отделение потребительской кооперации, паровая мельница. В 1929 году организован колхоз «Советская Беларусь», работали крахмальный завод, 2 ветряные мельницы, кузница. Во время Великой Отечественной войны оккупанты поставили здесь гарнизон, разгромленный в декабре 1942 года партизанами отряда имени К. Я. Ворошилова. В боях за деревню в ноябре 1943 года погибли 13 советских солдат (похоронены в братской могиле на кладбище). 222 жителя погибли на фронте. Согласно переписи 1959 года — центр колхоза «Советская Беларусь». Действуют крахмальный завод, кирпичный завод, комбинат бытового обслуживания, средняя и музыкальная школы, Дом культуры, библиотека, амбулатория, аптека, отделение связи, детский ясли-сад, 2 магазина.
В состав Заспенского сельсовета до середины 1930-х годов входили посёлки Городок, Ново-Александровка, до 1962 года — Красный Бор, до 1980 года — Чёрная Земля (в настоящее время не существуют).

## Население

### Численность
- 2004 год — 509 хозяйств, 1317 жителей.

### Динамика
- 1834 год — 70 дворов.
- 1850 год — 83 двора, 474 жителя.
- 1885 год — 92 двора, 788 жителей.
- 1908 год — 193 двора, 1337 жителей.
- 1929 год — 998 жителей.
- 1959 год — 1155 жителей (согласно переписи).
- 1997 год — 550 дворов, 1440 жителей[2].
- 2004 год — 509 хозяйств, 1317 жителей.

## Культура
- Дом культуры
- Музей ГУО "Заспенская средняя школа" Речицкого района
- Пионерская дружина имени М. Ф. Турчинского ГУО "Заспенская средняя школа" Речицкого района

## Достопримечательность
- Курган Славы
- Памятник землякам[3]
- Свято-Троицкая церковь

## Известные уроженцы
- Т. Н. Стрижак — первый секретарь Белостокского подпольного обкома ЛКСМБ во время Великой Отечественной войны, заслуженный работник культуры Беларуси.
- Блищ Михаил Андреевич (1917—1966) — белорусский художник театра, живописец.